# Josef Ringhoffer
Josef Václav Ringhoffer (29. října 1785 Praha – 6. března 1847 Praha) byl pokračovatelem úspěšné rodinné podnikatelské tradice. Od svého otce převzal dobře vedenou mědikoveckou dílnu a postupně jí rozšiřoval. Položil tak základ pro další úspěšný rozvoj rodinné firmy ve druhé polovině 19. století.

## Osobní údaje
Josef Václav Ringhoffer se narodil 29. 10. 1785 v Praze. Byl synem mědikoveckého mistra Františka Ringhoffera a jeho druhé ženy Alžběty Pakenové (1762–1801). Měl devět sourozenců (7 sester a 2 bratry), ale on jako jediný pokračoval v rodinné mědikovecké tradici. Vyučil se v dílně svého otce v Platnéřské ulici. V roce 1812 (tedy ve 27 letech) z rozhodnutí mědikoveckého cechu se stal mědikoveckým mistrem, a v roce 1820 přebral otcovu dílnu.
Měl za manželku Johannu Körblovou (1794–1871), s níž měl 14 dětí. V tomto manželství se také narodil v roce 1817 později velmi úspěšný syn František Ringhoffer II.

## Podnikání
Josef Ringhoffer byl brzo po převzetí otcovy dílny znám jako úspěšný řemeslník a podnikatel. Dílna, kterou převzal od otce, se rychle rozrůstala. Po určité době se ukázalo, že prostory dílny nestačí pro zpracování větších dílů, a proto si Josef Václav Ringhoffer pronajal starý mlýn v Kamenici, ke kterému patřila i pila v Olešovicích. V roce 1817 začal v prostoru mlýna podnikat. V roce 1822 zde zřídil mědikovecký hamr. Protože se výroba v hamru osvědčila, koupil v roce 1823 od původních majitelů mlýn se všemi závazky. Závazky se ale týkaly provozu mlýna (vč. robotní povinnosti) a neměly s chodem hamru nic společného.
Do podnikání v hamru se zapojil i Martin Ringhoffer (1780–1838), bratranec Josefův (nikoli strýc či bratr jak uvádějí některé zdroje), který do té doby (patrně od roku 1806) pracoval jako mědikovec v dílně Josefova otce Františka. Martin Ringhoffer pojal za ženu roku 1808 sestru Josefa – Marii Františku Ringhofferovou (1779–1830). Oba jsou pochování na pražském olšanském hřbitově. Josef jako základ pro společné podnikání přenechal v roce 1824 Martinovi držbu poloviny hamru, vč. příslušenství.
V roce 1832 obdržel titul c.k. dvorní mědikovecký mistr. V roce 1843 pak také obdržel oprávnění k výrobě veškerého měděného a kovového zboží.
V období, kdy Josef Ringhoffer řídil firmu, se začalo rozšiřovat cukrovarnictví a začínaly se ve větším počtu stavět cukrovary. Proto začal Josef Ringhoffer specializovat svoji firmu na výrobu strojního zařízení pro cukrovary a rozšířil výrobu pro vybavení lihovarů. Původní dílna se začaly rozrůstat na manufakturu. Dobré hospodaření firmy se projevilo i na jmění rodiny. V té době bylo čisté jmění rodiny na úrovni 36 635 zlatých.
V roce 1841 Josef Ringhoffer předal a později prodal svému synovi Františkovi Ringhofferovi II. dům v Praze, ale ponechal si dílnu v Praze I., Platnéřské ulici č.102, ve které začínal jeho otec. V roce 1847 těsně před smrtí prodal synovi i hamry v Kamenici.